# Оксидиметрия
Оксидиметрия (от нем. oxydiren — окислять и …метрия) — титриметрические методы в аналитической химии, основанные на реакциях окисления-восстановления:
{\displaystyle {\mathsf {aOx_{1}+bRed_{2}\rightleftarrows \beta Ox_{2}+\alpha Red_{1}}}}
где Ox1, Ox2 — окисленные формы титранта и определяемого вещества, Red1, Red2 — восстановленные формы титранта и определяемого вещества, a, b, α, β — стехиометрические коэффициенты.
Окислительно-восстановительные потенциалы, характеризующие пару титрант-определяемое вещество, имеют следующий вид:
{\displaystyle {\mathsf {E_{1}=E_{1}^{0}+{\frac {RT}{nF}}ln{\frac {[Ox_{1}]^{a}}{[Red_{1}]^{\alpha }}}}}}
{\displaystyle {\mathsf {E_{2}=E_{2}^{0}+{\frac {RT}{nF}}ln{\frac {[Ox_{2}]^{\beta }}{[Red_{2}]^{b}}}}}}
где E01, E02 — реальные потенциалы пар Ox1/Red1, Ox2/Red2, n — число участвующих в реакции электронов, F — число Фарадея.
Поскольку в ходе реакции концентрации реагентов уменьшаются, то величина |E1-E2| уменьшается, поэтому для успешного проведения анализа следует подбирать такие пары, чтобы величина |E01-E02| была достаточно велика. В процессе титрования изменяется окислительно-восстановительный потенциал системы, вблизи точки эквивалентности наблюдается резкое изменение потенциала.
Оксидиметрию классифицируют в зависимости от применяемого в данной реакции раствора вещества — окислителя или восстановителя.
К оксидиметрии относятся:
- перманганатометрия
- цериметрия
- хроматометрия
- иодометрия
- броматометрия
- ванадатометрия и др.

Конечная точка титрования устанавливается потенциометрически, а также с помощью окислительно-восстановительных индикаторов, либо по появлению/исчезновению окраски титранта/титруемого вещества.